# Mureybet

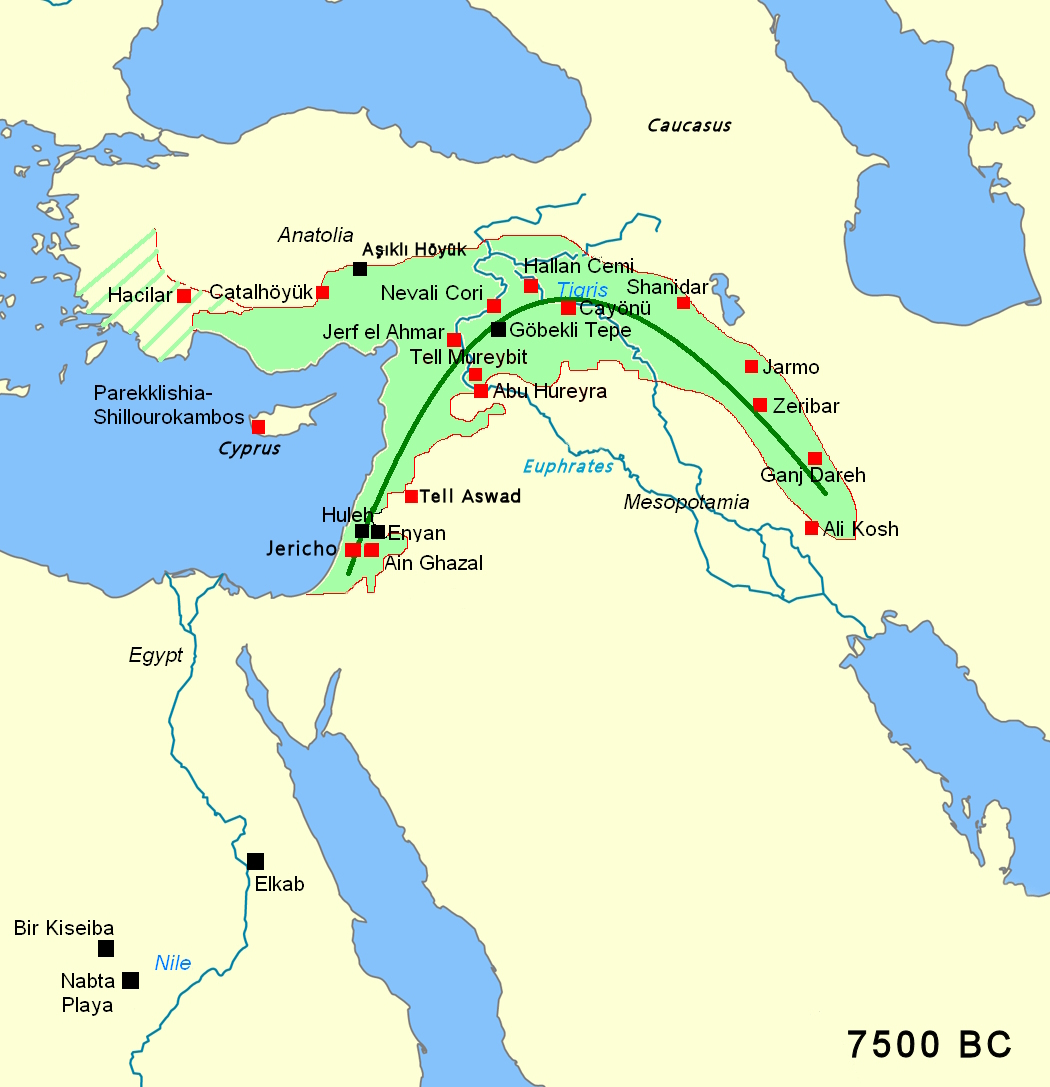
Mezzaluna Fertile, Neolitico B, circa 7500 a.C.; i quadrati neri indicano siti pre-agricoli.

Mureybet (anche Tell Mureybet o Mureybat) è un sito archeologico in Siria, situato nel medio Eufrate.
Si tratta di uno dei siti archeologici di riferimento per lo studio delle fasi precoci del Neolitico. Venne occupato fra il XII e l'VIII millennio a.C., ed è uno dei siti più importanti che riportano tracce della cultura natufiana.
| Controllo di autorità | VIAF (EN) 242334967 |